# Cortes de Tomar de 1581

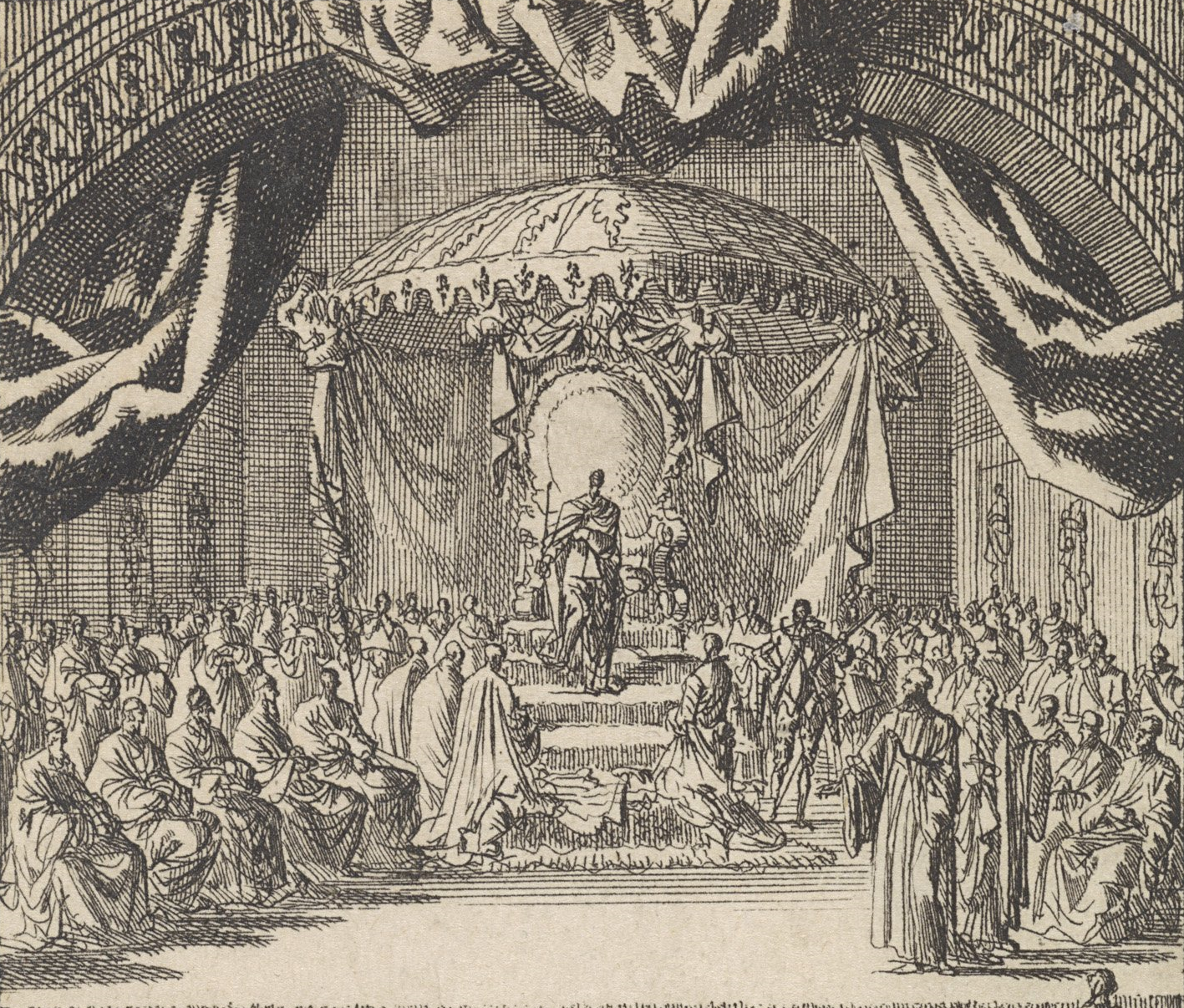
Cortes de Tomar: Filipe II de Habsburgo passa a ser monarca de Portugal sob a modalidade de união dinástica entre Portugal, Castela e Aragão: reinos independentes, impérios separados.

As Cortes de Tomar de 1581 iniciaram-se a 16 de Abril no convento de Cristo, com a presença dos representantes dos três estados: nobreza, clero e povo. Aí teve consagração institucional o domínio Filipino, iniciando a União Ibérica que se estenderia até 1640.  As cortes terminaram com a redação dos juramentos dos vinte e cinco capítulos, normas consideradas nucleares para que Portugal aceitasse entrar na união. Comprometia-se, entre outras coisas, a manter usos, costumes e privilégios, a língua portuguesa em documentos oficiais e a permanecer em Portugal o máximo de tempo que pudesse, aceitando a educação do príncipe herdeiro em Lisboa.

## História
Restabelecido da epidemia, Filipe II de Castela (Habsburgo) partiu de Badajoz para Elvas em 1580 onde passou o inverno de 1580 para 1581. Tranquilo quanto ao clero e à nobreza, o monarca estava inquieto no respeitante ao terceiro estado, o povo. Saindo de Elvas já em 1581 e passando por Arronches, Crato, Ponte de Sor, chegou a Tomar para onde tinham sido marcadas as cortes.
Era o monarca assediado por pretendentes que pediam a paga dos seus serviços políticos, o que elevou o quantitativo de mercês. Finalmente, Filipe II via assim realizado o seu sonho ibérico. Dias depois aparecia afixado na portaria do Convento de Cristo o famoso edicto em que Filipe II indultava as pessoas comprometidas na rebelião do prior do Crato contra a sua autoridade. Alguns dias depois, os três estados pediram então ao rei que lhes concedesse as graças e privilégios prometidos anteriormente. Filipe II respondeu afirmativamente a cada um dos estados, prometendo que mandaria passar a respectiva carta patente. Nota-se que nos capítulos oferecidos por Filipe II às Cortes de Almeirim de 1580 estavam exertadas as Declarações d'el-Rei D. Manuel, de 1499, relativas à maneira como se havia de governar Portugal quando seu filho fosse rei de Portugal.
Em suma, nestas cortes foi deliberado o seguinte:
1. Respeitar as liberdades, privilégios, usos e costumes da monarquia portuguesa, mantendo Portugal total soberania sobre o seu Reino e Império;
2. Reunir sempre Cortes em Portugal e manter todas as leis portuguesas;
3. Os cargos de vice-rei ou governador de Portugal deveriam ser mantidos por portugueses ou membros da família real;
4. Os cargos previstos para a Corte e administração geral do Reino seriam sempre preenchidos por portugueses;
5. Os portugueses poderiam também ocupar funções públicas em Castela;
6. O comércio da Índia e da Guiné apenas poderia ser feito por portugueses;
7. Não poderiam ser concedidos títulos de cidades e vilas senão a portugueses;
8. A língua nos documentos e actos oficiais continuaria a ser apenas o português;
9. Todos os anos seriam criadas duzentas novas moradias (ordenados que eram entregues aos fidalgos a partir dos doze anos) e a Rainha deveria ter sempre como damas nobres portuguesas;
10. O príncipe herdeiro, D. Diogo, seria mantido e educado em Portugal;
11. As guarnições castelhanas seriam retiradas e conservar-se-iam as armas reais de Portugal na moeda corrente;

Assim, ficariam acautelados os interesses das classes altas e Portugal passaria a ser governado na forma de União Pessoal, conservando as suas instituições e particularidades, sob a égide de um só rei. Não se verificou qualquer homogeneidade administrativa. Ficou na Golegã, na Quinta da Cardiga.